# Portugal au Concours Eurovision de la chanson 2019
Le Portugal est l'un des quarante et un pays participants du Concours Eurovision de la chanson 2019, qui se déroule à Tel-Aviv en Israël. Le pays sera représenté par le chanteur Conan Osíris et sa chanson Telemóveis, sélectionnés via le Festival da Canção 2019. Le pays finit 15e en demi-finale, recevant 51 points, et ne parvient pas à se qualifier en finale.

## Sélection
Le diffuseur portugais RTP a confirmé la participation du pays le 17 septembre 2018, annonçant par la même occasion que l'artiste et la chanson qui représenteront le pays seront sélectionnés via le Festival da Canção.

### Format
L'émission de sélection, la Festival da Canção 2019, sera constituée de deux demi-finales, qui se dérouleront les 16 et 23 février 2019, et d'une finale, qui aura lieu le 2 mars 2019.
Huit artistes concourront dans chaque demi-finale, et à l'issue de chacune, quatre d'entre eux se qualifieront pour la finale. Il y aura donc huit finalistes. Le système de vote est identique à celui utilisé à l'Eurovision :  il s'agit d'un vote combinant pour moitié les votes d'un jury d'expert et pour l'autre moitié le télévote. Le jury, tout comme le public attribue 12 points à sa chanson favorite, 10 points pour la deuxième, puis de 8 à 1 points pour les suivantes. En cas d'égalité, le télévote prévaut.

### Chansons et compositeurs
Seize compositeurs ont d'abord été désignés comme participants à la compétition. Chacun composant une chanson, les chanteurs ont été révélés par la suite.
Parmi ces compositeurs, quatorze ont été invités par le diffuseur RTP ; un a été choisi lors du programme Master Class sur la radio Antena 1 et un a été sélectionné via un appel à candidatures public.
| Artiste         | Chanson                      | Compositeurs (c) & auteur (a) | Selection               |
| --------------- | ---------------------------- | ----------------------------- | ----------------------- |
| Ana Claudia     | Inércia                      | D'Alva, Ben Monteiro          | Invité par RTP          |
| Calema          | A Dois                       | Calema, Nelson Heleno         | Invité par RTP          |
| Conan Osíris    | Telemóveis                   | Conan Osíris                  | Invité par RTP          |
| Dan Riverman    | Lava                         | Miguel Guedes                 | Invité par RTP          |
| Ela Limão       | Mais Brilhante Que Mil Sóis' | Ela Limão,Flak                | Invité par RTP          |
| Filipe Keil     | Hoje                         | Filipe Keil                   | Sélection publique      |
| João Campos     | É O que É                    | D.A.M.A e Francisco Clode     | Invité par RTP          |
| Lara Laquiz     | O Lugar                      | André Tentúgal                | Invité par RTP          |
| Madrepaz        | Mundo A Mudar                | Frankie Chavez,Pedro Puppe    | Invité par RTP          |
| Mariana Bragada | Mar Doce                     | Mariana Bragada               | Gagnante de MasterClass |
| João Couto      | O Jantar                     | Pedro Pode                    | Invité par RTP          |
| Matay           | Perfeito                     | Tiago Machado,AC Firmino      | Invité par RTP          |
| Mila Dores      | Debaixo do Luar              | Rui Maia,Mila Dores           | Invité par RTP          |
| NBC             | Igual a Ti                   | NBC                           | Invité par RTP          |
| Soraia Tavares  | O meu sonho                  | Lura                          | Invité par RTP          |
| Surma           | Pugna                        | Surma,Tiago Félix             | Invité par RTP          |

### Première demi-finale
| Ordre | Artiste        | Chanson                     | Jury | Télévote | Total | Place |
| ----- | -------------- | --------------------------- | ---- | -------- | ----- | ----- |
| 1     | Ana Cláudia    | Inércia                     | 8    | 5        | 13    | 4     |
| 2     | João Campos    | É O que É                   | 6    | 7        | 13    | 5     |
| 3     | Soraia Tavares | O meu sonho                 | 3    | 3        | 6     | 8     |
| 4     | Calema         | A Dois                      | 10   | 8        | 18    | 3     |
| 5     | Conan Osíris   | Telemóveis                  | 7    | 12       | 19    | 2     |
| 6     | Ela Limão      | Mais brilhante que mil sóis | 5    | 6        | 11    | 6     |
| 7     | Filipe Keil    | Hoje                        | 4    | 4        | 8     | 7     |
| 8     | Matay          | Perfeito                    | 12   | 10       | 22    | 1     |

### Deuxième demi-finale
| Ordre | Artiste         | Chanson         | Jury | Télévote | Total | Place |
| ----- | --------------- | --------------- | ---- | -------- | ----- | ----- |
| 1     | Lara Laquiz     | O Lugar         | 3    | 3        | 6     | 8     |
| 2     | Dan Riverman    | Lava            | 7    | 8        | 15    | 5     |
| 3     | Mariana Bragada | Mar Doce        | 8    | 7        | 15    | 4     |
| 4     | João Couto      | O Jantar        | 5    | 5        | 10    | 6     |
| 5     | Madrepaz        | Mundo a mudar   | 6    | 10       | 16    | 3     |
| 6     | Surma           | Pugna           | 12   | 6        | 18    | 2     |
| 7     | Mila Dores      | Debaixo do luar | 4    | 4        | 8     | 7     |
| 8     | NBC             | Igual a ti      | 10   | 12       | 22    | 1     |

### Finale
| Ordre | Artiste         | Chanson       | Jury | Télévote | Total | Place |
| ----- | --------------- | ------------- | ---- | -------- | ----- | ----- |
| 1     | Calema          | A Dois        | 4    | 7        | 11    | 6     |
| 2     | Mariana Bragada | Mar Doce      | 3    | 5        | 8     | 7     |
| 3     | Matay           | Perfeito      | 7    | 10       | 17    | 3     |
| 4     | Surma           | Pugna         | 8    | 4        | 12    | 5     |
| 5     | NBC             | Igual a ti    | 10   | 8        | 18    | 2     |
| 6     | Madrepaz        | Mundo a mudar | 7    | 6        | 13    | 4     |
| 7     | Conan Osíris    | Telemóveis    | 12   | 12       | 24    | 1     |
| 8     | Ana Cláudia     | Inércia       | 5    | 3        | 8     | 8     |

La finale se conclut par la victoire de Conan Osíris et de sa chanson Telemóveis, qui représenteront donc le Portugal à l'Eurovision 2019.

## À l'Eurovision
Le Portugal participe à la première demi-finale, le 14 juin 2019. Lors de celle-ci, le pays est classé dernier par les jurys, qui ne lui octroient que 8 points. Le télévote le classe en 12e position avec 43 points. Le total est cependant insuffisant pour se qualifier, le pays se classant finalement 15e avec 51 points.